# Mona Lisas and Mad Hatters
Mona Lisas And Mad Hatters è un brano scritto ed interpretato da Elton John; il testo è di Bernie Taupin.

## Il testo e la melodia
Proviene dall'album Honky Château del 1972. Il testo di Taupin si presenta come uno dei più ermetici dell'album, e parla delle sensazioni e dei sentimenti che Bernie provava all'epoca verso la città di New York. Fu ispirato da Spanish Harlem di Ben E. King, nel quale viene messo in evidenza il verso "There is a rose in Spanish Harlem". Taupin, in risposta, scrisse "Now I know Spanish Harlem are not just pretty words to say/I thought I knew, but now I know that rose trees never grow in New York City".
La melodia è tranquilla: totalmente assente la batteria, spicca invece Johnstone al mandolino. Di grande effetto lo stacco tra il termine della traccia precedente Amy, molto concitato, e l'inizio di questo brano molto melodico, in cui spicca particolarmente la grande estensione ed espressività della voce di Elton John (la canzone è stata molto lodata dalla critica). Nel 1988 il brano ebbe un seguito, Mona Lisas and Mad Hatters (Part Two), contenuto nell'album Reg Strikes Back.
Il titolo del brano si riferisce con Mona Lisas alla Monna Lisa di Leonardo e con Mad Hatters al personaggio del cappellaio matto del romanzo Alice nel Paese delle Meraviglie di Lewis Carroll.
La canzone, utilizzata nel film Quasi famosi (Almost Famous), ha anche ispirato il testo della canzone Smooth di Rob Thomas, dove è presente la frase "my Spanish Harlem Mona Lisa".

## Cover
Di questa canzone esistono alcune cover, sono degne di menzione:
- Quella delle Indigo Girls, presente nell'album Rarities;
- Quella di Mandy Moore, presente nell'album Coverage;
- Quella di Buckshot LeFonque, presente nell'album del 1994 Buckshot LeFonque;
- Quella di Ryan Adams, eseguita nel 2002 in duetto con Elton John;
- Quella degli Heart, presente nell'album del 2003 Alive in Seattle;
- Quella di Jason Hart, presente nell'album del 2005 If I Were You.